# Bjarne Mädel
Bjarne Ingmar Mädel, né le 12 mars 1968 à Hambourg, est un acteur allemand de théâtre, de cinéma et de télévision, ainsi qu'un narrateur de livres audio.

## Biographie

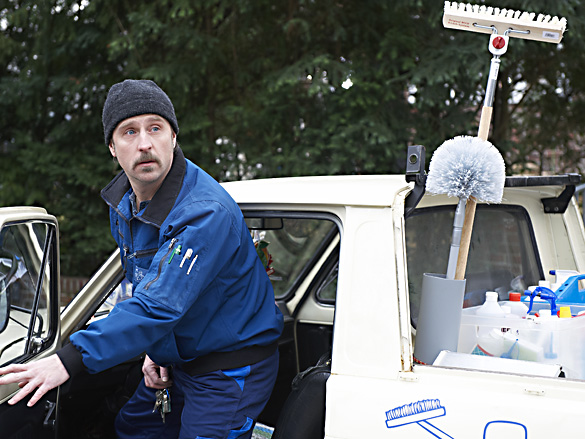
Bjarne Mädel dans le rôle de Schotty dans la série Der Tatortreiniger.

Bjarne Mädel passe son enfance à Reinbek (Schleswig-Holstein). Il prépare son baccalauréat (Abitur) au Burggymnasium Friedberg (de).
Il commence à travailler en Californie comme ouvrier de chantier, puis étudie à l'université de Redlands la littérature et l'écriture créative. Il étudie ensuite le théâtre et la littérature à l'université d'Erlangen. Il prend alors le chemin classique vers la profession d'acteur à l'université du film de Babelsberg.
Il travaille de 1996 à 1999 au théâtre populaire (de) de Rostock, puis de 2000 à 2005 au Deutsches Schauspielhaus de Hambourg.
Il commence à être connu du grand public en 2004 au travers du personnage Berthold « Ernie » Heisterkamp, qu'il incarne dans la série télévisée Stromberg (de). À partir de 2009, il obtient d'un des scénaristes de Stromberg, Ralf Husmann (de), un rôle taillé sur mesure pour lui, dans la série de comédie Der kleine Mann (de). Avant la fin de la série Stromberg, il embraie sur la série de comédies policières Mord mit Aussicht (de) où il donne la réplique à Caroline Peters.
De 2011 à la télévision jusqu'en 2018 à la télévision, il tient le premier rôle dans la série Der Tatortreiniger (de) (littéralement, « le nettoyeur du lieu du crime ». Il y incarne Heiko « Schotty » Schotte, un Hambourgeois chargé de nettoyer les lieux après des meurtres (en). C'est Arne Feldhusen (de), un des réalisateurs de Stromberg, qui est à la réalisation. Il incarne pour la dernière fois « Ernie » Heisterkamp en 2013 au cinéma dans Stromberg – Der Film (de).
Il est le narrateur de nombreux livres audio. Il a également été doubleur dans la version allemande de Touristes.
Bjarne Mädel vit à Berlin.

## Filmographie

### Cinéma
- 2006 : 37 ohne Zwiebeln (de) (court-métrage)
- 2006 : Die Könige der Nutzholzgewinnung (de)
- 2007 : Une avalanche de cadeaux (Meine schöne Bescherung)
- 2008 : Die Schimmelreiter (de)
- 2014 : Stromberg – Der Film (de)
- 2014 : bestefreunde (de)
- 2016 : 24 Wochen
- 2016 : Robbi, Tobbi und das Fliewatüüt (de)
- 2016 : Unsere Zeit ist jetzt (de)
- 2017 : Timm Thaler oder das verkaufte Lachen (de)
- 2017 : Magical Mystery oder: Die Rückkehr des Karl Schmidt (de)
- 2017 : Es war einmal Indianerland
- 2018 : Mille nuances de pluie (1000 Arten Regen zu beschreiben)
- 2018 : Gundermann
- 2018 : Was uns nicht umbringt
- 2018 : 25 km/h (de)
- 2021 : Geliefert (de) (Le livreur), de Jan Fehse

### Téléfilms
- 2003 : Königskinder (de)
- 2006 : Die Tote vom Deich
- 2007 : Partnertausch (de)
- 2007 : Niete zieht Hauptgewinn
- 2008 : Grenzland (de) (Grenzland – Przyjaźń)
- 2009 : Butter bei die Fische
- 2011 : Mord nach Zahlen
- 2011 : La Sirène marocaine (Fischer fischt Frau)
- 2012 : Schief gewickelt (de)
- 2012 : Kreutzer kommt … ins Krankenhaus (caméo sous l'apparence d'un électricien)
- 2012 : Nägel mit Köppen
- 2014 : Die Toten von Hameln
- 2015 : Ein Mord mit Aussicht (de)
- 2016 : Wer aufgibt ist tot (de)
- 2016 : Wellness für Paare (de)
- 2019 : Tage des letzten Schnees
- 2019 : Der Überläufer
- 2019 : Unterleuten
- 2019 : Der Feind

### Séries et émissions télévisées
- 2002 : Der Ermittler (de) (1 épisode)
- 2003 : Adelheid und ihre Mörder (1 épisode)
- 2004–2012 : Stromberg (de) (46 épisodes)
- 2005 : Bella Block: … denn sie wissen nicht, was sie tun (de)
- 2005 : SOKO Wismar (de) (1 épisode)
- 2006 : Commissaire Brunetti (Donna Leon) (1 épisode)
- 2007 : Tatort (2 épisodes)
- 2008–2014 : Mord mit Aussicht (de) (39 épisodes)
- 2009 : Der kleine Mann (de) (8 épisodes)
- 2009 : Polizeiruf 110 (1 épisode)
- 2009 : Löwenzahn (de) (1 épisode)
- 2010 : Küstenwache (de) (1 épisode)
- 2010 : Einsatz in Hamburg (de) (1 épisode)
- 2010 : Der Dicke (de) (1 épisode)
- 2011–2018 : Der Tatortreiniger (de) (31 épisodes)
- 2012-2019 : Dittsche (de)
- 2017 : Bruder – Schwarze Macht
- 2019 : How to Sell Drugs Online (Fast) (6 épisodes)

## Livres audio
- 1999 : Wilhelm Pevny, Eine Stunde Welt, ORF/WDR, réalisation : Nikolaus Scholz
- 2008 : Sven Regener, Herr Lehmann, der hörverlag, réalisation : Sven Stricker
- 2009 : Sven Regener, Der Kleine Bruder, der Hörverlag, réalisation : Sven Stricker
- 2009 : Siggi Huch, Bitterer Ernst, WDR, réalisation : Burkhard Ax
- 2009 : Hans Rath, Mann Tut Was Mann Kann, argon, réalisation : Dirk Schwibbert
- 2010 : Hans Rath, Da Muss Mann Durch, argon, réalisation : Sven Stricker
- 2010 : Elisabeth Herrmann, Radio Tatort, NDR/ARD, réalisation : Sven Stricker
- 2011 : Hans Rath, Was Will Mann Mehr, argon, réalisation : Sven Stricker
- 2011 : Judith Zander, Dinge die wir heute sagten, DAV
- 2011 : Bjarne Mädel, Glück Reimt Sich Nicht Auf Leben, argon, réalisation : Sven Stricker
- 2011 : Katja Hensel, Grüne Lunge. Breites Pflaster, RBB, réalisation : Sven Stricker
- 2012 : Florian Beckerhoff, Karl Konrads Heimliches Afrika, HörbucHHamburg, réalisation : Margrit Osterwold
- 2012 : Sven Stricker, Böses Ende, Psychothriller GmbH, réalisation : Sven Stricker
- 2013 : Krischan Koch, Rote Grütze Mit Schuss, DAV, réalisation : Sven Stricker
- 2014 : Krischan Koch, Mordseekrabben, DAV, réalisation : Sven Stricker
- 2014 : collectif, Bis auf die Knochen : Die größten Blamagen der Weltliteratur, Random House, capture en direct
- 2015 : Jonathan Evison, Umweg Nach Hause, Random House, réalisation : Sven Stricker
- 2015 : Adrian Mc Kinty, Der katholische Bulle, NDR, réalisation : Sven Stricker
- 2017 : Tove Jansson, Die Mumins – Eine drollige Gesellschaft, ARENAaudio, réalisation : Sven Stricker
- 2017 : Leonie Swann, Gray, der Hörverlag, réalisation : Sven Stricker
- 2017 : Tove Jansson, Die Mumins – Herbst im Mumintal, ARENAaudio, réalisation : Sven Stricker
- 2018 : Tove Jansson, Die Mumins – Geschichten aus dem Mumintal, ARENAaudio, réalisation : Sven Stricker
- 2019 : McCoy et Hardwick, Na Dann Gute Nacht! – Das langweiligste Hörbuch der Welt, der Hörverlag, réalisation : Harald Krewer

## Ouvrages
- 2011 : (de) Glück reimt sich nicht auf Leben : Na ja, so ist das eben, Cologne, Kiepenheuer & Witsch, coll. « Humor », 2011, 123 p. (ISBN 978-3-462-04316-7)

## Récompenses et distinctions
(sans les nominations)
- 1995 : Max-Reinhardt-Preis (de), prix d'encouragement pour étudiants en art dramatique du Ministère fédéral de l'enseignement et de la recherche pour Die Kannibalen de George Tabori et Die Zoogeschichte d'Edward Albee
- 2008 : prix Ohrkanus (de), meilleur narrateur dans un second rôle pour Herr Lehmann
- 2012 : Prix Adolf-Grimme pour Der Tatortreiniger[6]
- 2012 : Deutscher Comedypreis, meilleur acteur
- 2013 : Prix Adolf-Grimme pour Der Tatortreiniger
- 2013 : disque d'or en comédie pour Der Tatortreiniger[7]
- 2014 : Artist Award Video Champion
- 2015 : Jupiter Award, meilleur acteur national de télévision
- 2015 : Quotenmeter Fernsehpreis (de), meilleur rôle principal dans une série pour Der Tatortreiniger
- 2016 : Quotenmeter Fernsehpreis, meilleur rôle principal dans une série pour Der Tatortreiniger
- 2017 : Quotenmeter Fernsehpreis, meilleur rôle principal dans un téléfilm pour Wer aufgibt ist tot
- 2017 : Deutscher Schauspielerpreis (de), meilleur ensemble pour Wellness für Paare
- 2018 : Quotenmeter Fernsehpreis, meilleur second rôle dans une série pour Bruder-Schwarze Macht
- 2018 : Prix allemand du Film sur les Droits de l'Homme pour Der Tatortreiniger, épisode Sind Sie sicher
- 2019 : Ernst-Lubitsch-Preis (de) avec Lars Eidinger pour leurs rôles dans 25 km/h[8]
- 2019 : Berlin & Beyond Film Festival (de) San Francisco, Spotlight Award in Acting
- 2019 : Quotenmeter Fernsehpreis, meilleur second rôle dans une série pour How to Sell Drugs Online (Fast)
- 2019 : Festival des deutschen Films (de), prix d'interprétation
- 2019 : Deutscher Schauspielpreis (de), meilleur acteur dans une comédie pour Der Tatortreiniger[9]
- 2019 : Prix Bambi, acteur dans How to Sell Drugs Online (Fast), 25 km/h et Was uns nicht umbringt